# اوجاق آلازار
اوجاق آلازار یکی از روستاهای بخش مرکزی شهرستان مغان (گرمی) می‌باشد.اوجاق آلازار در سرشماری سال ۱۳۹۵،جمعیتی بالغ بر ۷۷ نفر را داراست.

## موقعیت جغرافیایی
این روستا در بخش اجارود مرکزی شهرستان گرمی واقع شده و نزدیکترین شهر به آن گرمی می‌باشد.

## جمعیت
براساس آخرین نتایج سرشماری نفوس و مسکن سال ۱۳۹۰ روستای اوجاق آلازار داری ۳۵ خانوار با ۱۰۴ نفر جمعیت می‌باشد که ۵۱ نفر از جمعیت روستا را مردان و ۵۳ نفر را زنان تشکیل داده است.

## آثار باستانی
در منطقه گرمی مغان به زیارتگاه اجاق می‌گویند. از جمله این اجاق‌ها، اجاق آلازار می‌باشد که در گوشه مسجد روستای اوجاق آلازار قرار دارد.

## زبان محلی
گویش این روستا به صورت ترکی سلیس و روان است.

## اقتصاد و شغل
مشاغل این روستا عمدتاً کشاورزی و دامپروری می‌باشد. عمده محصول این روستا گندم و فراورده‌های دستی لبنی بوده و بیشتر زمینهای این منطقه زیر کشت دیم گندم و جو است.

## امکانات
از امکانات عمومی این روستا می‌توان به آب، برق، تلفن،گاز،زمین فوتبال، مدرسه ابتدایی و مسجد اشاره کرد.

## معماری روستا
بافت خانه‌های روستا اکثراً به صورت خشتی بود که با بهره‌گیری از وام‌های مسکن مهر، قسمتی از بافت خشت و گِل جای خود را به سیمان و آجر داده است.